# اولگا موسته‌پانوا
اولگا موسته‌پانوا (به انگلیسی: Olga Mostepanova) ژیمناست زادهٔ ۳ ژانویهٔ ۱۹۷۰ میلادی اهل کشور شوروی است.